# 다루이정
다루이정(일본어: 垂井町)은 일본 기후현 서부에 있는 후와군의 정이다.
다루이정에서 시가현 마이바라시에 걸친 사람들은 다루이식 엑센트라고 하는 도쿄식 엑센트와 교토와 오사카식 엑센트의 중간에 속하는 말을 사용한다. 또 옛 미노국 국부의 소재지로도 유명하며, 센고쿠 시대에 참모로 활약한 다케나카 시게하루의 연고지이자 다케나카씨 진야의 흔적으로 동상을 볼 수 있다.

## 지리
노비평야 서단에 위치하고 도카이도 신칸센, 도카이도 본선, 나카센도, 미노로가 지나고 있다. 겨울은 적설량이 세계 산악 기상 관측 사상 1위(기네스 등록)를 기록한 이부키산에서 "이부키오로시"라고 불리는 바람이 불고 후쿠이현 동해 연안과도 가까워 맹렬한 눈보라가 찾아온다. 또 세키가하라 전투에서 모리 히데모토 등 무장의 진지가 된 난구산은 정의 서남쪽에 있다.

## 역사
- 1889년 7월 1일 - 정촌제 시행과 함께 탄생하였다.
- 1954년 9월 10일 - 이와데촌, 후추촌, 미야시로촌, 오사촌이 합병해 거의 현재의 다루이정의 형태가 만들어졌다.
- 1954년 12월 1일 - 아이하라촌을 편입하였다.

## 교통

### 철도
- 도카이 여객철도 도카이도 본선

### 도로
- 국도 21호선